# Govvaafushi (Lhaviyani-atol)
Govvaafushi is een van de onbewoonde eilanden van het Lhaviyani-atol behorende tot de Maldiven.